# 比托姆的瓦迪斯瓦夫
比托姆的瓦迪斯瓦夫（波蘭語：Władysław bytomski，約1280年—1352年9月8日），比托姆公爵，卡齊米日之子，1316年至1352年在位。

## 家庭
1308年，瓦迪斯瓦夫與布蘭登堡藩侯奧托五世的女兒碧翠克絲結婚，兩人共有1子1女：
1. 卡齊米日（英语：Casimir of Koźle）（1312年—1347年）
2. 歐菲米亞（約1313年—1378年），奧萊希尼察公爵康拉德一世夫人

1328年，瓦迪斯瓦夫與梅克倫堡領主海因里希二世的女兒盧加爾達結婚，兩人共有1子3女：
1. 阿格尼絲（約1328年—1362年）
2. 波列斯瓦夫（1330年—1355年）
3. 卡塔齊娜（約1330年—1377年）
4. 碧翠克絲（約1335年—1364年）